# Campionato sudamericano di rugby 1989
Il campionato sudamericano di rugby 1989 (in spagnolo Sudamericano de Rugby 1989; in portoghese Campeonato Sul-Americano de Rugby de 1989) fu il 16º campionato continentale del Sudamerica di rugby a 15.
Si tenne in Uruguay dal 7 al 14 ottobre 1989 tra cinque squadre nazionali e fu vinto dall'Argentina al suo quindicesimo successo, quarto consecutivo.
Il torneo, organizzato a cura dell'Unión de Rugby del Uruguay, vide il ritorno del Brasile dopo otto anni e si svolse al nuovo Stadio Charrúa di Montevideo, ultimato nel 1984.
Il torneo fu vinto a punteggio pieno dall'Argentina, in cui esordì il ventitreenne Diego Domínguez, successivamente destinato a rappresentare l'Italia in campo internazionale.
Il valore delle marcature, come stabilito dall’IRFB nel 1977, era: 4 punti per ciascuna meta (6 se trasformata), 3 punti per la realizzazione di ciascun calcio piazzato, idem per il drop.

## Squadre partecipanti
- Argentina
- Brasile
- Cile
- Paraguay
- Uruguay

## Risultati

### 1ª giornata
| Montevideo 7 ottobre 1989 | Cile | 12 – 9 | Paraguay | Stadio Charrúa |

| Arbitro: | Marcelo Didier |

|                                                          |      |             |
| Costabile (3) Diana Eirea Nicola M. Paullier (2) tecnica | mt   | Furusho     |
| Nicola (3) Ubilla                                        | tr   |             |
|                                                          | c.p. | Furusho (3) |

### 2ª giornata
| Arbitro: | Eduardo Blengio |

|                                                                                                |      |  |
| Branca Camerlinckx Garreton Halle Jorge (6) Loffreda (2) Sanes Schacht (3) Silvestre Soler (3) | mt   |  |
| Mesón (10)                                                                                     | tr   |  |
| Mesón                                                                                          | c.p. |  |

| Arbitro: | José L. Rolandi |

|                                       |      |         |
| Berruti Calandra Nicola (2) Ormaechea | mt   | Moreira |
| Ubilla (3)                            | tr   |         |
| Ubilla (2)                            | c.p. | Duarte  |

### 3ª giornata
| Arbitro: | Salvador de Marco |

|                                        |      |         |
| Angelillo Coppola Loffreda Schacht (2) | mt   | Muñoz   |
| Domínguez (2)                          | tr   | Spencer |
| Domínguez (4)                          | c.p. | Spencer |

| Montevideo 10 ottobre 1989 | Brasile | 40 – 11 | Paraguay | Stadio Charrúa |

### 4ª giornata
| Arbitro: | Roberto Magalhães |

|                                                                                              |      |         |
| Bertranou (2) Branca Camerlinckx (2) Coppola (2) Jorge Mesón Schacht (2) Silvestre Soler (2) | mt   | Cáceres |
| Domínguez (4) Mesón (4)                                                                      | tr   |         |
| Domínguez                                                                                    | c.p. | García  |

| Arbitro: | José L. Rolandi |

|                  |      |                      |
| de Maria Raineri | mt   | F. Paullier Silveira |
|                  | tr   | Nicola               |
| Gili (3)         | c.p. | Nicola (3)           |

### 5ª giornata
| Montevideo 14 ottobre 1989 | Brasile | 20 – 49 | Cile | Stadio Charrúa |

| Arbitro: | Gerrit Coetzer |

|                  |      |                       |
| Ormaechea Ubilla | mt   | Jorge (2) Schacht (2) |
|                  | tr   | Mesón (3)             |
| Nicola (2)       | c.p. | Mesón (4)             |

## Classifica
| Pos | Squadra   | G | V | N | P | PF  | PS  | DP   | Pt |
| --- | --------- | - | - | - | - | --- | --- | ---- | -- |
| 1   | Argentina | 4 | 4 | 0 | 0 | 248 | 30  | +218 | 8  |
| 2   | Uruguay   | 4 | 3 | 0 | 1 | 110 | 71  | +39  | 6  |
| 3   | Cile      | 4 | 2 | 0 | 2 | 87  | 84  | +3   | 4  |
| 4   | Brasile   | 4 | 1 | 0 | 3 | 73  | 209 | −136 | 2  |
| 5   | Paraguay  | 4 | 0 | 0 | 4 | 34  | 158 | −124 | 0  |